# Stowarzyszenie Gazet Lokalnych
Treść tego artykułu może nie być zgodna z zasadami neutralnego punktu widzenia,
ponieważ zawiera sformułowania wskazujące na autoreklamę.
 Po wyeliminowaniu niedoskonałości należy usunąć szablon [[Szablon:Dopracować|]] z tego artykułu.
Stowarzyszenie Gazet Lokalnych istnieje od 1998 roku. Skupia 53 wydawców, 62 niezależnych gazet lokalnych oraz 69 witryn internetowych.
Piętnaście tytułów należących do członków SGL jest obecnych na rynku prasowym ponad 25 lat, towarzyszyły one przemianom demokratycznym w Polsce lat 90, odpowiadając na wyrażaną przez lokalne społeczności potrzebę dostarczania informacji z wiosek, gmin i powiatów.

## Gazety wydawców zrzeszonych w SGL
1. Aktualności Lokalne
2. Co Tydzień Jaworzno
3. Co Tydzień Mysłowice
4. czaschojnic.pl
5. dobragazeta.com.pl
6. Dwutygodnik Nowe Info
7. Dwutygodnik Szydłowiecki
8. e-sochaczew.pl
9. Gazeta ABC
10. Gazeta Gryfińska
11. Gazeta Kościańska
12. Gazeta Miastecka
13. Gazeta Powiatowa - Wiadomości Oławskie
14. Gazeta Radomszczańska
15. Gazeta Reporter
16. Gazeta Słupecka
17. gloswolsztynski.pl
18. Głos Milicza
19. Głos Powiatu Średzkiego
20. Głos Ziemi Cieszyńskiej
21. Kronika Beskidzka
22. Kronika Tygodnia
23. Kulisy Powiatu
24. Kurier Gmin
25. Kurier Podlaski - Głos Siemiatycz
26. Kurier Słupecki
27. losice.info
28. Mazowieckie To i Owo
29. Miasto i Ludzie
30. Nowa Gazeta Lokalna
31. Nowa Gazeta Trzebnicka
32. Nowiny Raciborskie
33. Nowiny Wodzisławskie
34. Nowy Łowiczanin
35. Nowy Tydzień. Tygodnik lokalny
36. Nowy Tydzień w Lublinie
37. Nowy Wyszkowiak
38. Obserwator Lokalny
39. Pałuki
40. Pałuki i Ziemia Mogileńska
41. portel.pl
42. Przełom
43. Rzecz Krotoszyńska
44. Słowo Podlasia
45. Super Tydzień Chełmski
46. swidnica24.pl
47. Twój Głos Garwolin
48. Twój Głos Ryki
49. Tygodnik Kętrzyński
50. Tygodnik Konecki
51. Tygodnik Krapkowicki
52. Tygodnik Nowodworski
53. Tygodnik Płocki
54. Tygodnik Podhalański
55. Tygodnik Pułtuski
56. Tygodnik Siedlecki
57. Tygodnik Skarżyski
58. Tygodnik Starachowicki
59. Tygodnik Szczytno
60. Tygodnik Tucholski
61. Tygodnik Zamojski
62. Tygodnik Ziemi Opolskiej
63. Wiadomości Krajeńskie
64. Wiadomości Wrzesińskie
65. Wieści Miechowskie
66. Wieści Wolbromskie
67. Wieści z Głowna i Strykowa
68. Życie Podkarpackie

Aktualna lista gazet wydawców zrzeszonych w SGL dostępna jest tu: http://gazetylokalne.pl/lista-czlonkow-2/